# La Chapelle-Montbrandeix
La Chapelle-Montbrandeix település Franciaországban, Haute-Vienne megyében. Lakosainak száma 264 fő (2022. január 1.). La Chapelle-Montbrandeix Cussac, Mialet, Champagnac-la-Rivière, Dournazac, Marval és Pensol községekkel határos.

## Népesség
A település népességének változása:
| Lakosok száma | 251  | 248  | 257  | 256  | 260  | 262  | 263  | 264  | 264  |
|               | 2013 | 2015 | 2016 | 2017 | 2018 | 2019 | 2020 | 2021 | 2022 |